# Luna 28
Luna 28 (Recurso Luna 2 o Rover Luna-Grunt) es una misión propuesta de retorno de muestras de la región polar sur de la Luna.

## Misión
Se propone que Luna 28 se lance no antes de 2030, y estaría compuesto por un módulo de aterrizaje lunar estacionario y un rover lunar. El rover llevaría muestras de suelo al módulo de aterrizaje y las transferiría a la etapa de ascenso, que se lanzaría y se insertaría en una órbita lunar de 100 km. Una vez en la órbita lunar, la cápsula de transporte de suelo sería interceptada por un módulo de retorno en órbita, que realizaría todas las operaciones de encuentro espacial y transferiría las muestras. Tras recargar las muestras, el vehículo de retorno se separa del orbitador y se dirige a la Tierra, mientras que el módulo orbital continúa su misión en la órbita lunar durante al menos tres años.

## Colaboraciones
La NASA estuvo evaluando una posible cooperación con Rusia para las misiones Luna 25 hasta Luna 28.